# Розсвітівське сільське поселення (Ісетський район)
Розсві́тівське сільське поселення (рос. Рассветовское сельское поселение) — муніципальне утворення у складі Ісетського району Тюменської області, Росія.
Адміністративний центр та єдиний населений пункт — село Розсвіт.

## Населення
Населення — 1037 осіб (2020; 1064 у 2018, 1068 у 2010, 1113 у 2002).